# Chris Bambridge
Christopher "Chris" Francis Bambridge (Kettering, 7 d'octubre de 1947) és un àrbitre de futbol australià, ja retirat.
Bambridge és conegut especialment perquè durant la Copa del Món de Futbol de 1986 a Mèxic, i durant el partit entre Espanya i el Brasil, va anul·lar incorrectament un gol a l'espanyol Míchel, en una situació en què la pilota va tocar el travesser, va botar dins la porteria, i va sortir-ne després. També va arbitrar durant els Jocs Olímpics d'estiu de 1988.
Actualment, Bambridge treballa per a la Federació de Futbol de l'estat de Victòria, a Austràlia, on dirigeix i coordina el desenvolupament i la base de l'estament arbitral en aquest estat.